# Università Hascemita

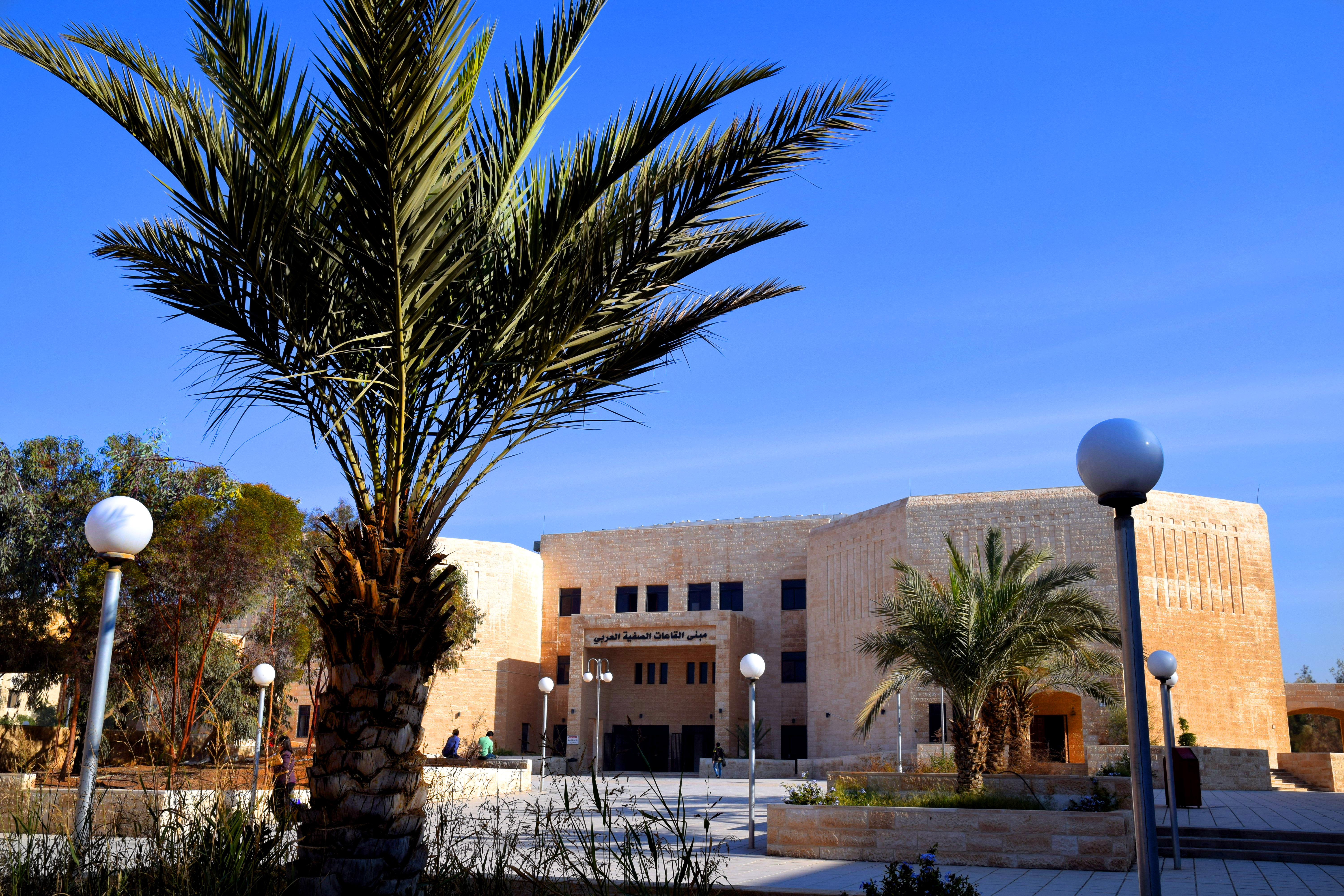

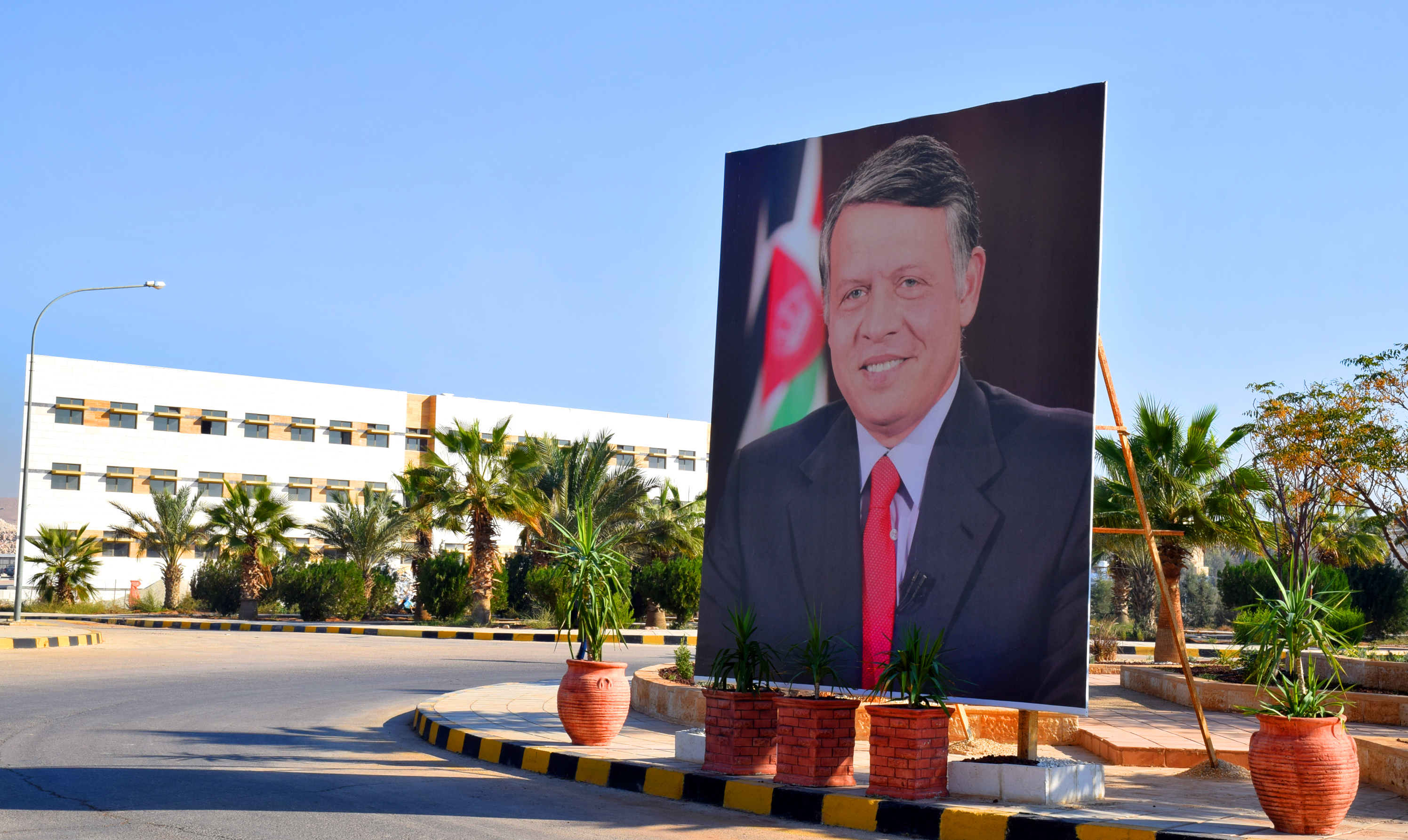
giro di traffico all'interno dell'Università

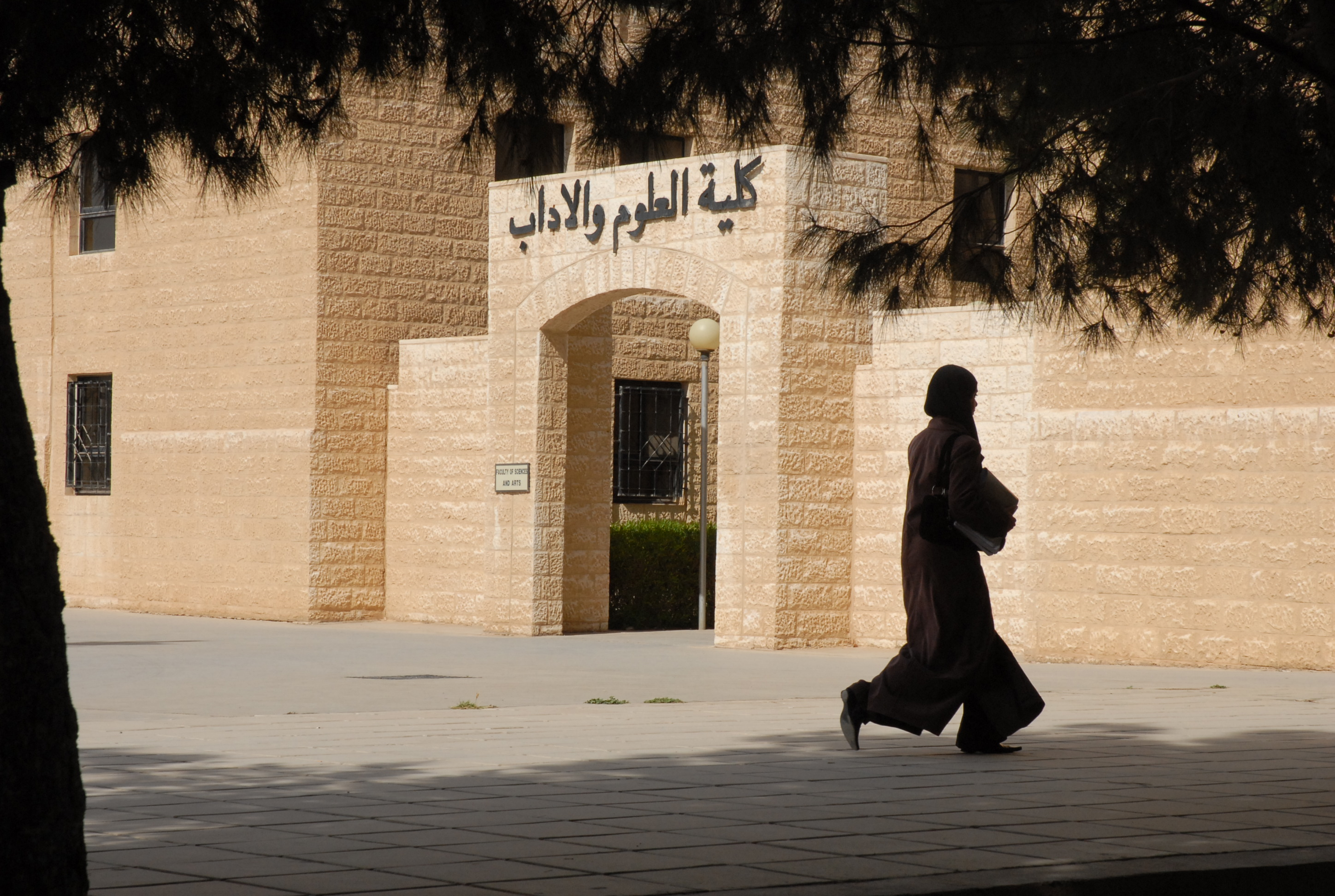
Falcotà di Arte e Scienze

L'Università Hascemita, (in arabo الجامعة الهاشمية, abbreviato in HU) è un'università giordana fondata nel 1995 e ubicata a Zarqa. Offre anche un programma di ammissione internazionale che consente agli studenti non giordani di iscriversi all'università.

## Posizione geografica
L'Università Hascemita si trova nella città di Zarqa in un sito parallelo a due autostrade internazionali. La porta ovest dell'università, che è il cancello principale, si apre sull'autostrada internazionale che collega Amman con Medina e Irbid e da lì in Siria. Il cancello sud si apre all'autostrada che porta ad AzZarqa e da lì all'Iraq e all'Arabia Saudita.

## Storia
Il decreto reale per istituire l'Università hascemita è stato pubblicato il 19 giugno 1991, le attività didattiche hanno avuto inizio il 16 settembre 1995. L'area totale del campus universitario è di 34.47 km². 

## Facoltà
| 1  | Facoltà di Ingegneria                             | 3058   | 47  | 3105   | 96  |
| 2  | Facoltà di Scienze                                | 1382   | 70  | 1452   | 93  |
| 3  | Facoltà di Economia                               | 3805   | 207 | 4012   | 38  |
| 4  | Facoltà di Scienze della formazione               | 1195   | 413 | 1608   | 48  |
| 5  | Facoltà di Design e Arti                          | 1655   | 113 | 1768   | 57  |
| 6  | Facoltà di Medicina                               | 613    | 0   | 613    | 24  |
| 7  | Facoltà di Educazione fisica                      | 643    | 0   | 643    | 20  |
| 8  | Facoltà di Scienze della Salute                   | 975    | 14  | 989    | 36  |
| 9  | Facoltà di Infermieristica                        | 1024   | 43  | 1067   | 28  |
| 10 | Facoltà di tecnologia informatica                 | 877    | 4   | 881    | 18  |
| 11 | Facoltà di risorse naturali e dell'ambiente       | 561    | 35  | 596    | 28  |
| 12 | Istituto Regina Rania di turismo e beni culturali | 511    | 18  | 529    | 20  |
| 13 | Facoltà Regina Rania per l'infanzia               | 586    | 0   | 586    | 10  |
|    | Totale Università Hascemita                       | 16,885 | 964 | 17,849 | 609 |

### Facoltà di Ingegneria
La facoltà di ingegneria è stata istituita nell'agosto 1998. I diplomi di laurea sono in Architettura, Civile, Elettrica, Industriale, Biomedica, Meccanica, Informatica e Ingegneria meccatronica. I programmi di master offerti dalla facoltà sono Ingegneria meccanica e civile, Sistemi energetici, Gestione della manutenzione e Tecnologia di collaudo.

### Facoltà di Scienze
La Facoltà di Scienze è stata inizialmente istituita come parte di una Facoltà di Scienze e Arti nel 1995/1996. Nel 1998/1999, il Dipartimento di Geologia fu separato dalla Facoltà e divenne una parte della Facoltà di risorse naturali e ambiente e nel 2001/2002. Ha quattro dipartimenti, che sono Fisica, Matematica, Chimica e Biotecnologia.

## Galleria Fotografica

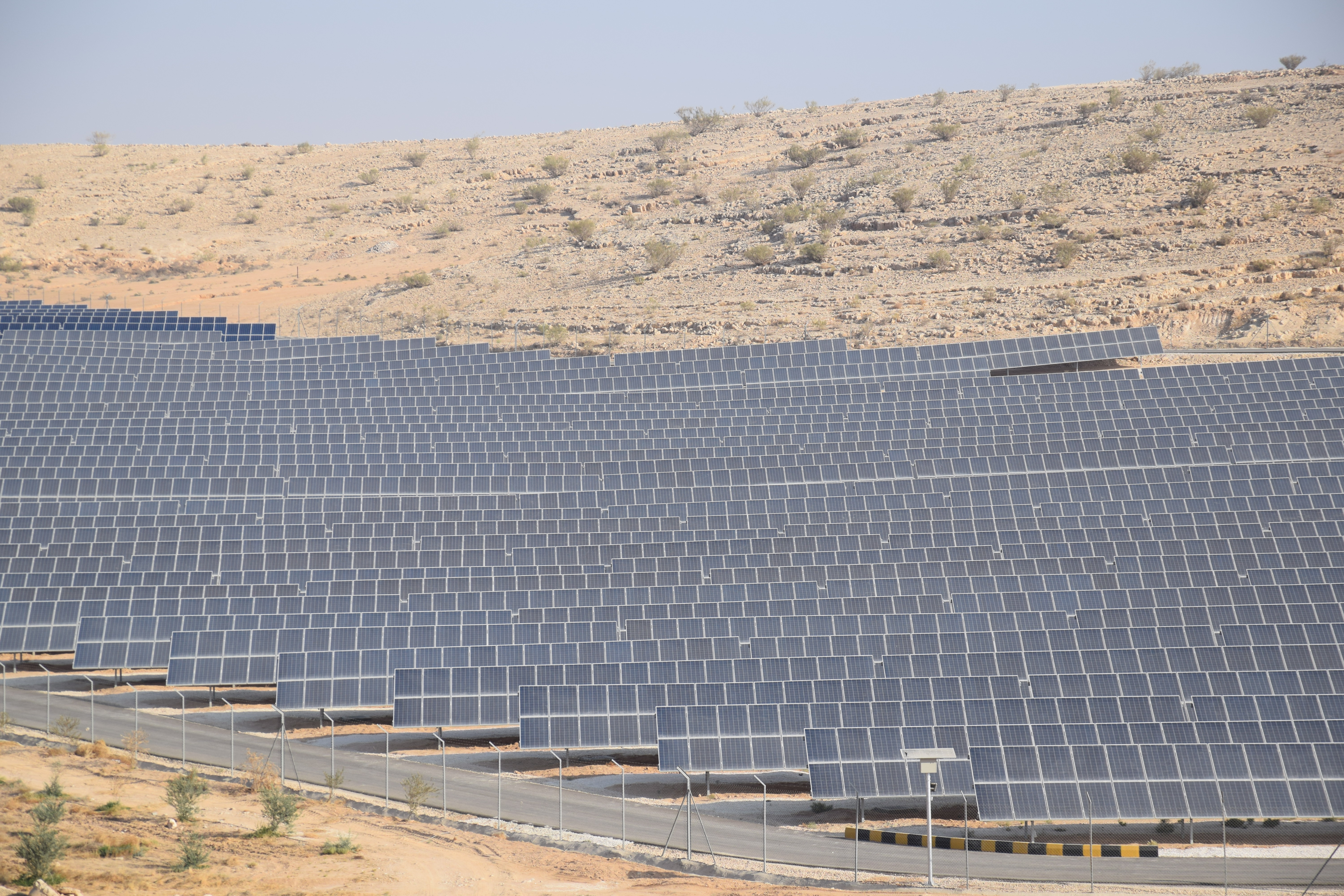
solar energy project at Hashemite University - near view
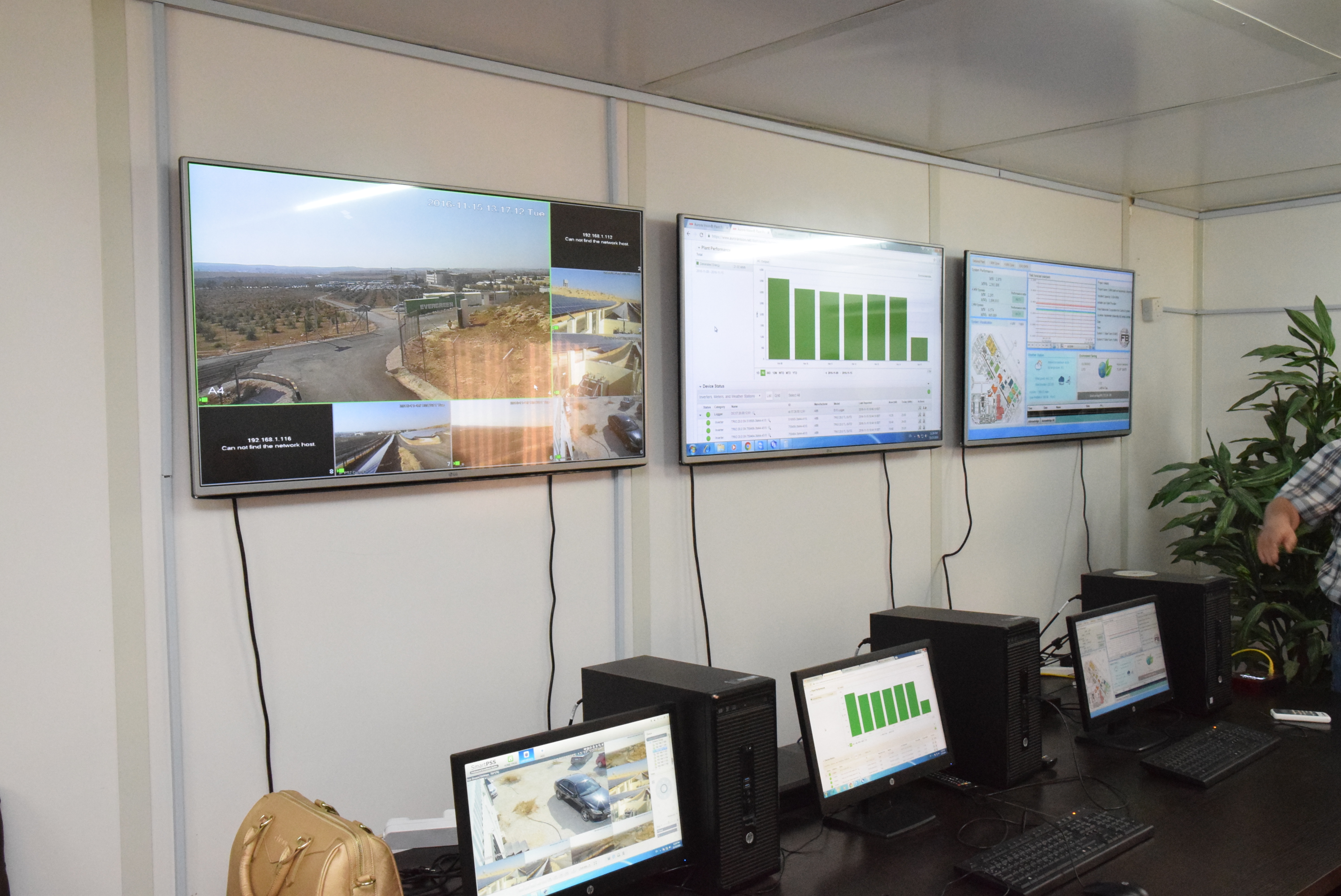
control room of solar energy project
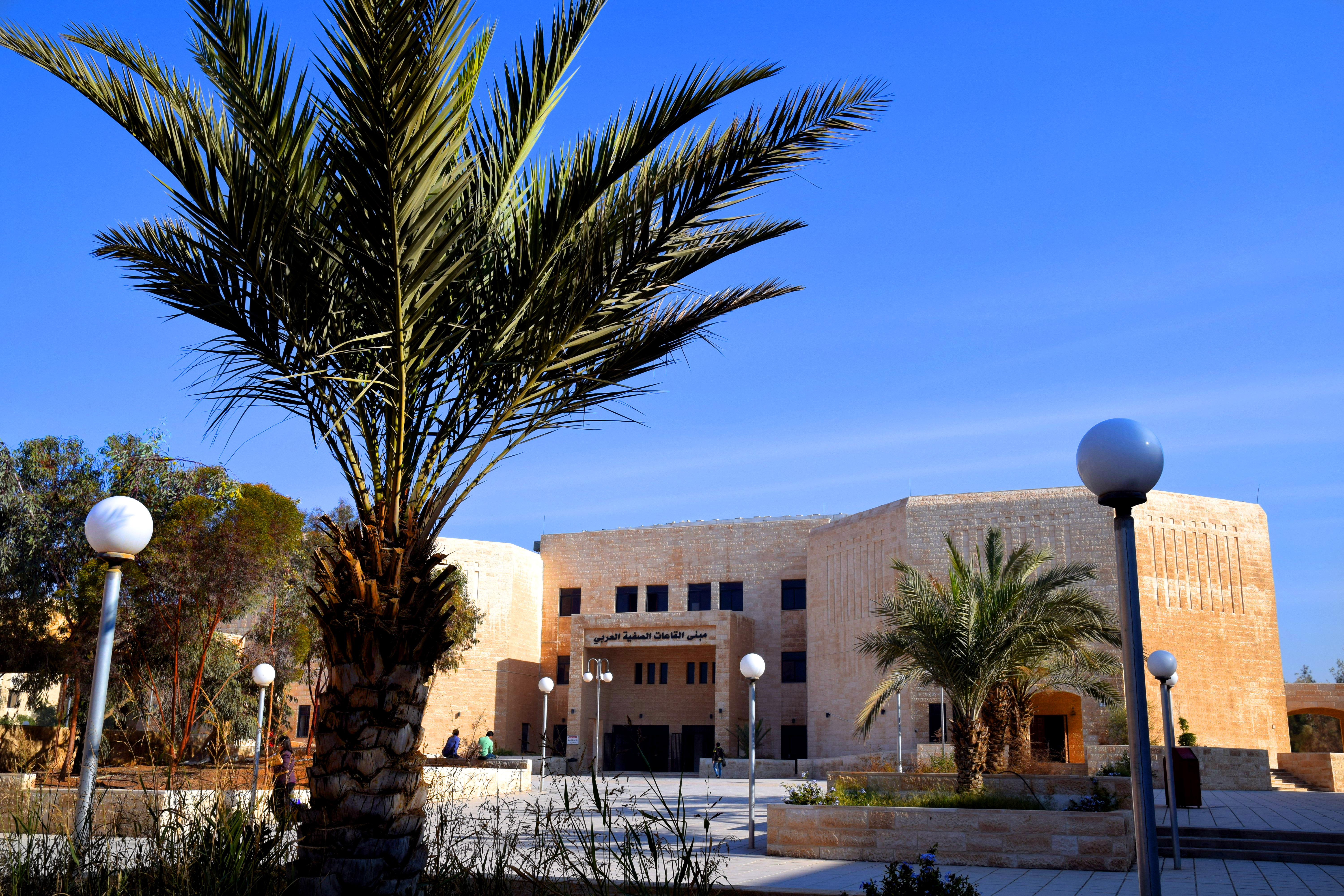
western classrooms building
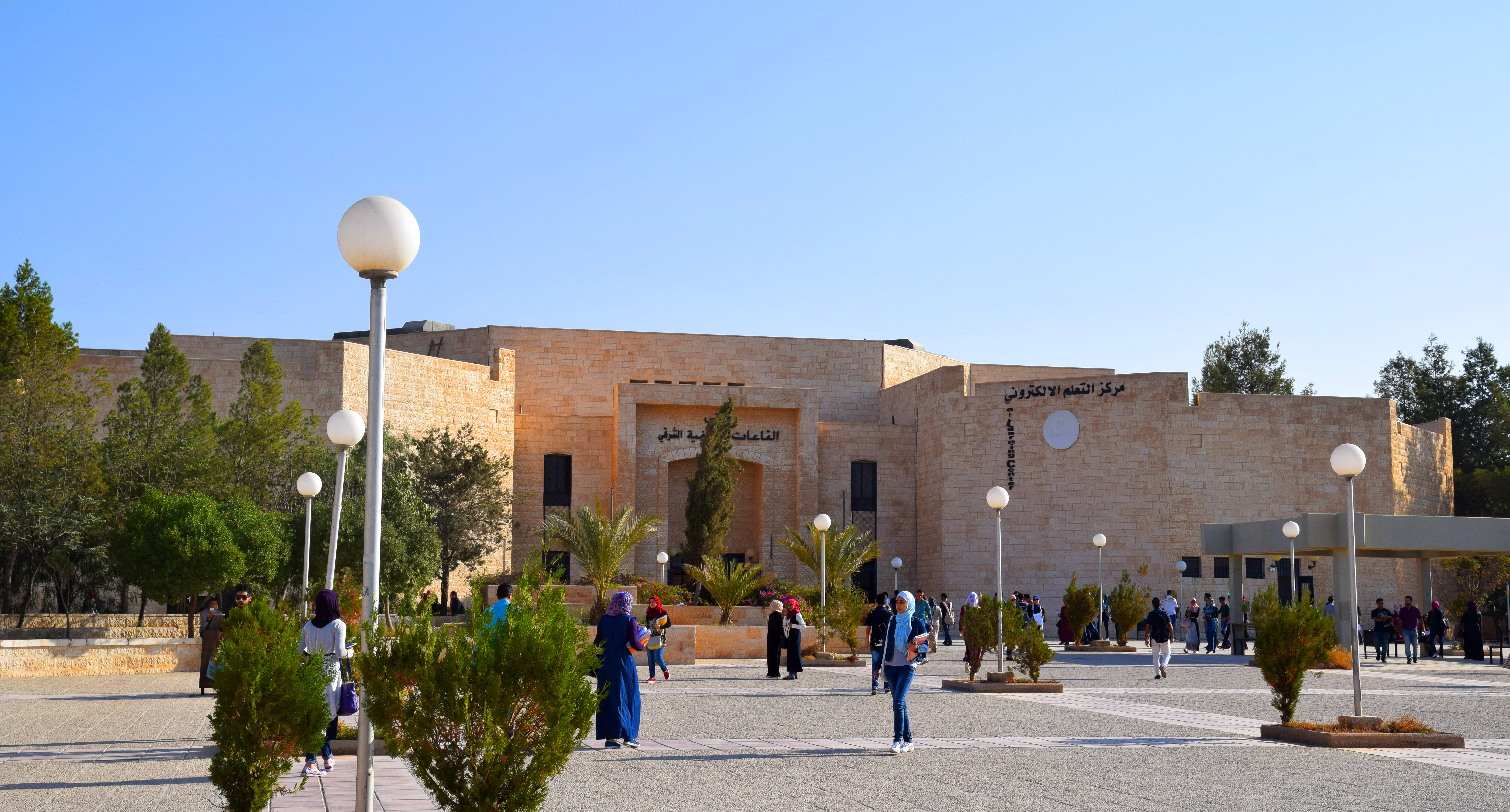
eastern classrooms building
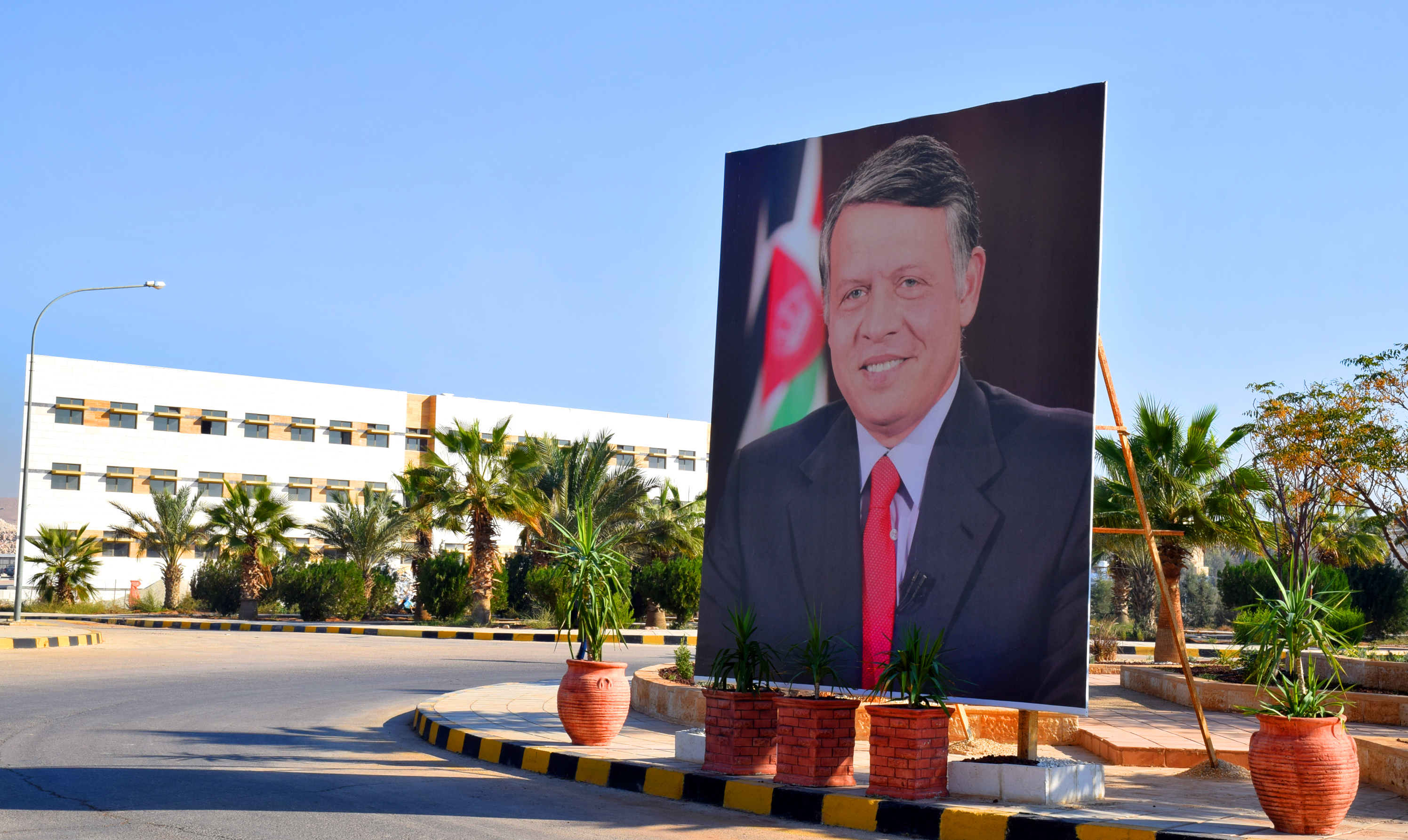
traffic turn inside the University
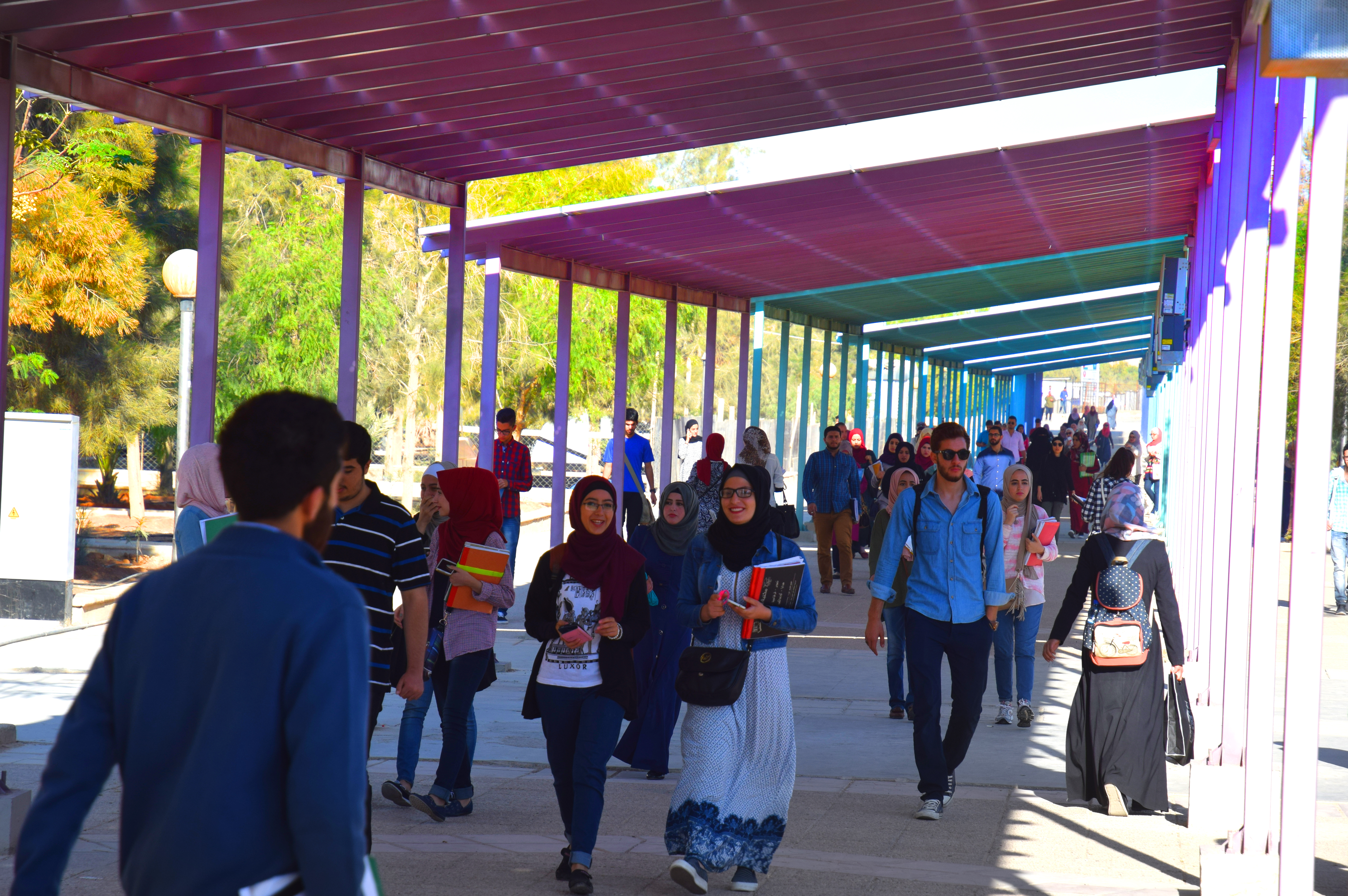
students seek shelter from the sun under the solar energy plates
students seek shelter from rain under the solar energy plates
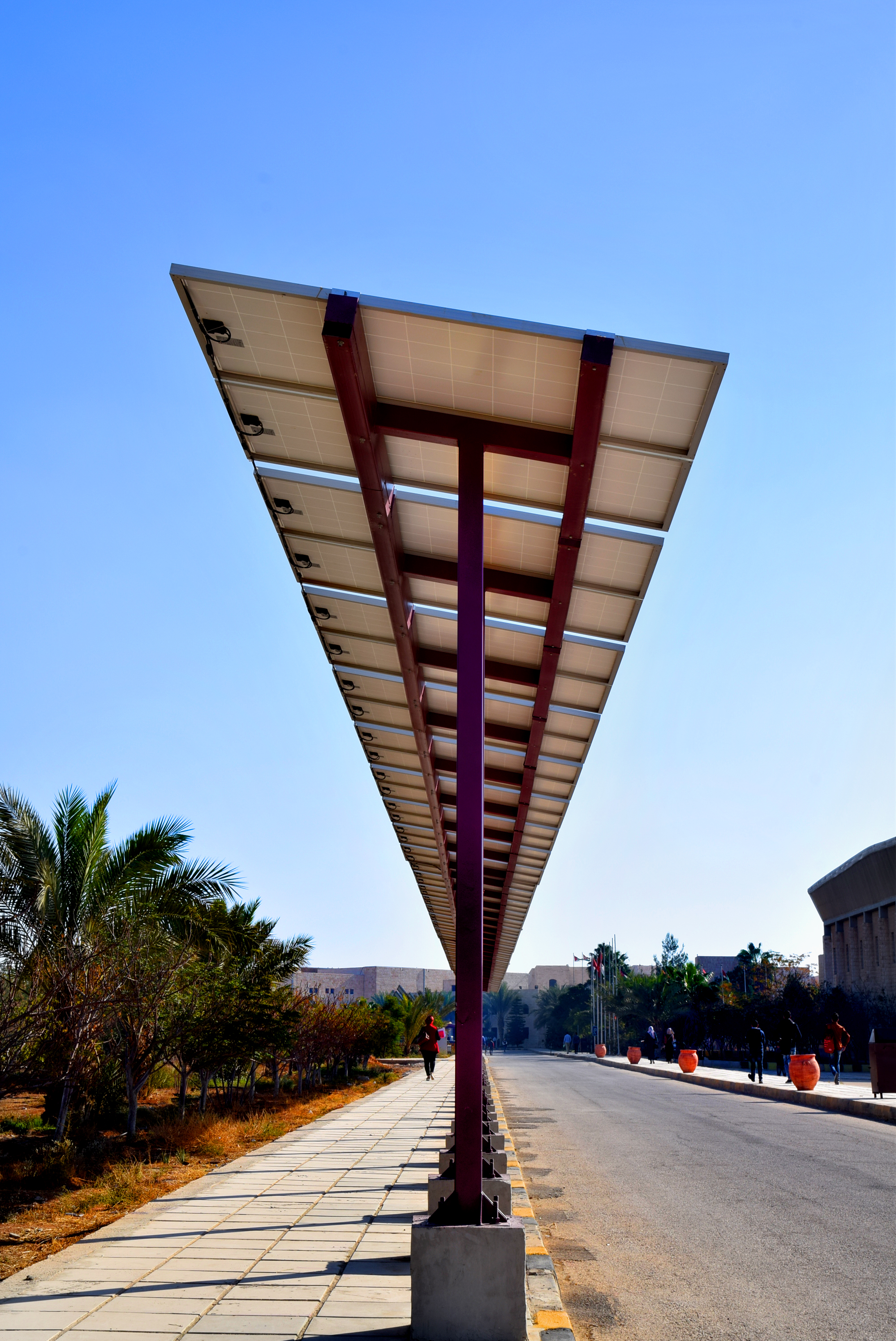
solar energy plates directed toward sun
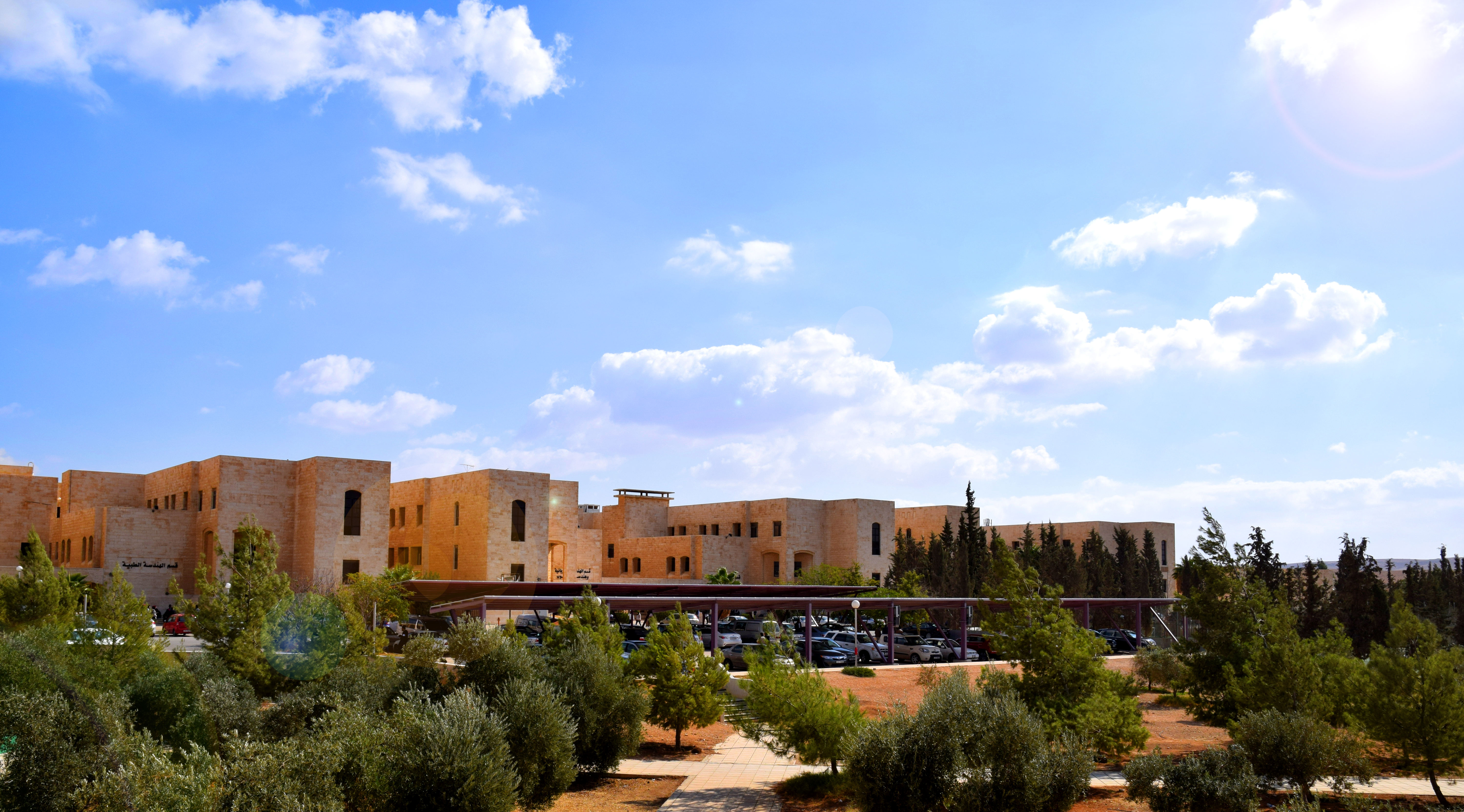
faculty of Engineering
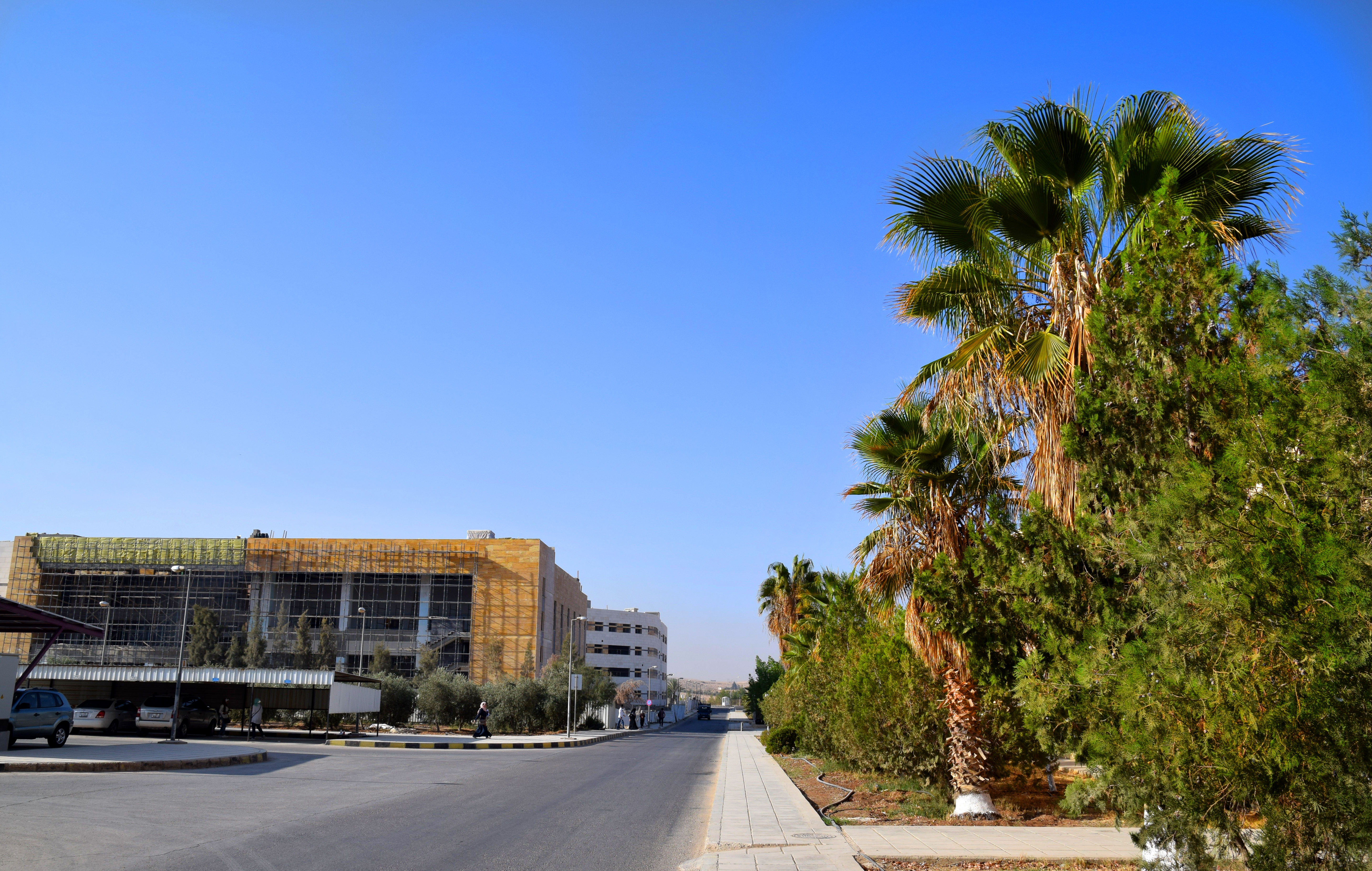
southern classrooms building during its construction
Petra painting inside deanship of students affairs
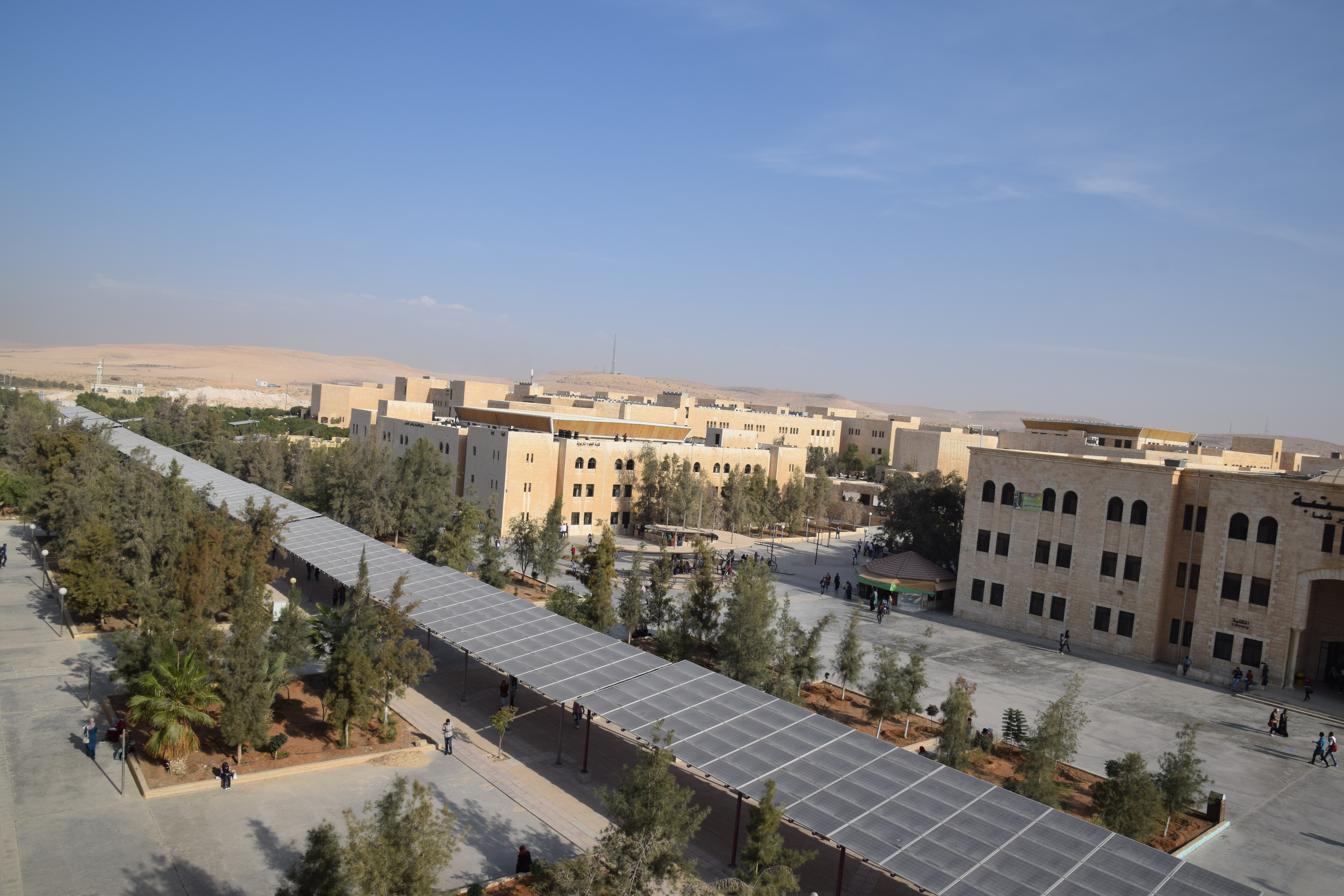
picture from the air for University buildings and solar energy project